# Maison à pans de bois de La Châtre
La maison à pans de bois de La Châtre, appelée aussi la Maison rouge, est une maison à pans de bois située à La Châtre, dans le département de l'Indre, à l'angle de la place Laisnel-de-la-Salle et de la rue Nationale. 

## Historique
Elle date  de la fin du XVe siècle. La maison a une porte d'entrée en bois datant de la même époque. La maison et la porte sont l'objet d'une inscription distincte au titre des monuments historiques depuis 1926. 
Une autre maison à pans de bois, de la même époque, également inscrite aux MH, est située à l'angle de la place du Marché et de la rue Nationale.

## Description
La maison, appelée aussi Maison de bois du Pavé, doit son nom à la couleur rouge dont l'enduit a été couvert lors de la rénovation entreprise au début du XIXe siècle. La maison a été construite pour une riche famille de marchands, les Godard,. En voici une description datant du milieu du XIXe siècle : 
« Elle est à deux étages. Le second avance sur le premier qui surplombe également le rez-de-chaussée. Chaque étage est séparé par un entablement fait de longues poutres sculptées et dans l'intervalle, d'autres pièces de bois, se coupant à angles droits, forment l'échiquier. La porte basse et cintrée ferme sur un chambranle sculpté avec des figures supportant, à ce que l'on croit, l'écusson des Chauvigny.  »
— Hippolyte Baucheron, cité par Solange Dalot, La Châtre de A à Z, pages 87-88
Les larges fenêtres datent de la rénovation du début du XIXe siècle ; c'est à cette époque que la maison est peinte en rouge, d'où son nom. George Sand en fait la demeure de son héroïne Geneviève, dans son roman André. La maison fut habitée par Émile Aucante, clerc à La Châtre. Il y rencontra George Sand qui le protégea lorsqu'il fut poursuivi pour ses idées avancées. L'écusson a disparu. Le pignon est couvert de petites ardoises de bois.
La maison est une propriété privée. En attendant une rénovation, un filet protège les passants d'une éventuelle chute de tuiles.
La petite statue de saint Yves à l'angle était autrefois dans la Maison de bois de la place du Marché. Cette deuxième maison à pans de bois est tout aussi ancienne. Les pièces de bois sont sculptées et moulurées avec autant de raffinement.

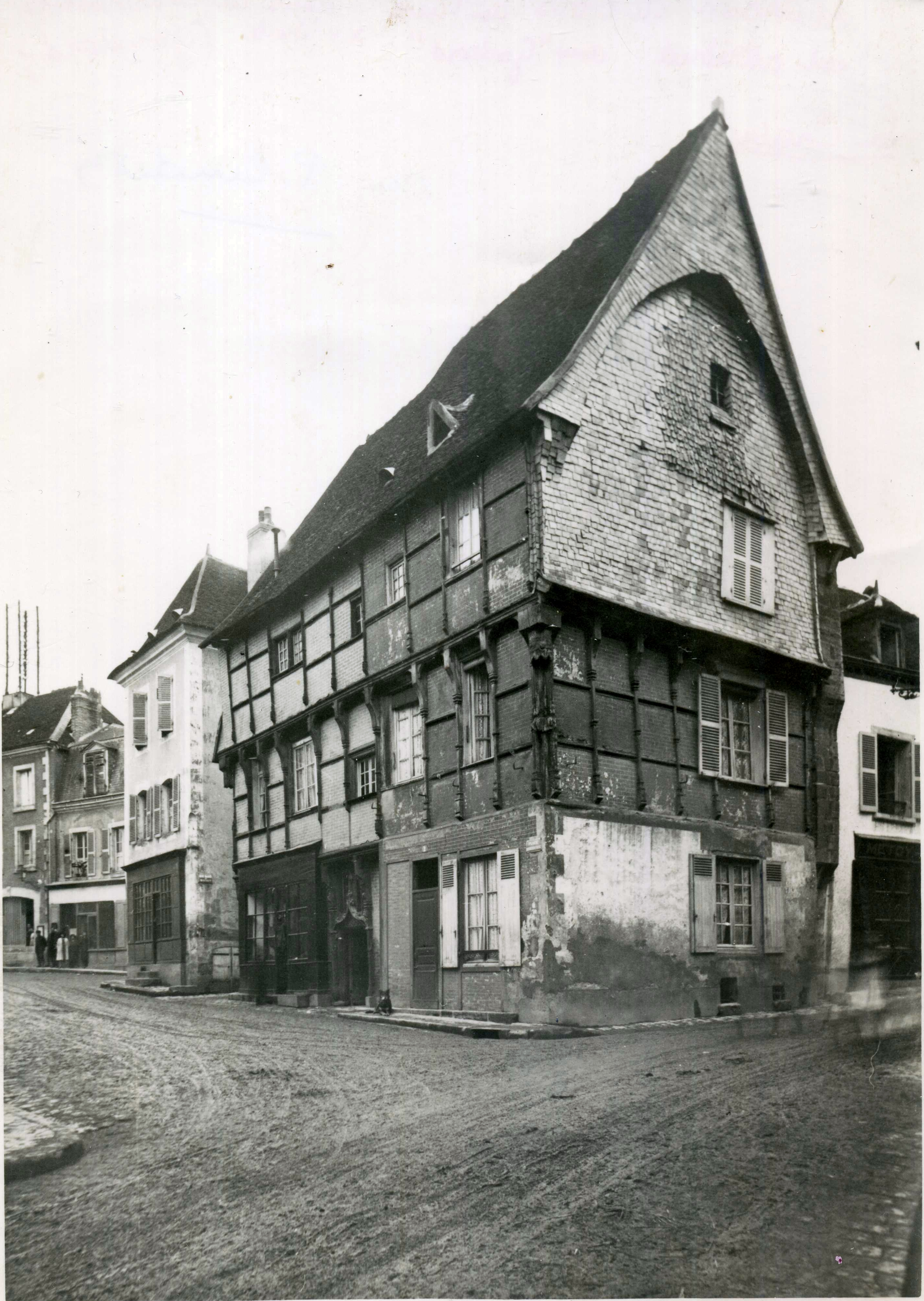
Photo ancienne (non datée).
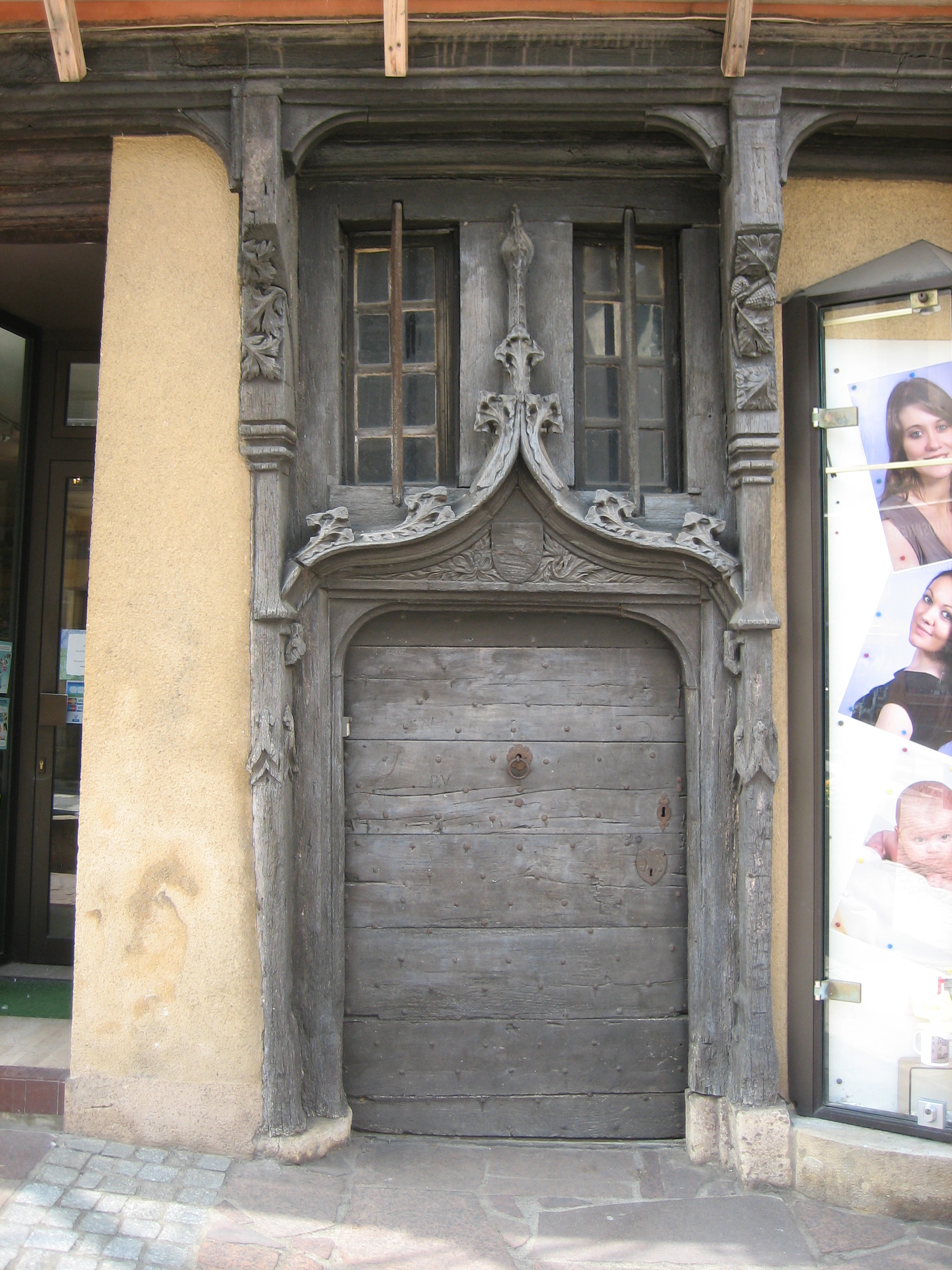
Porte gothique.
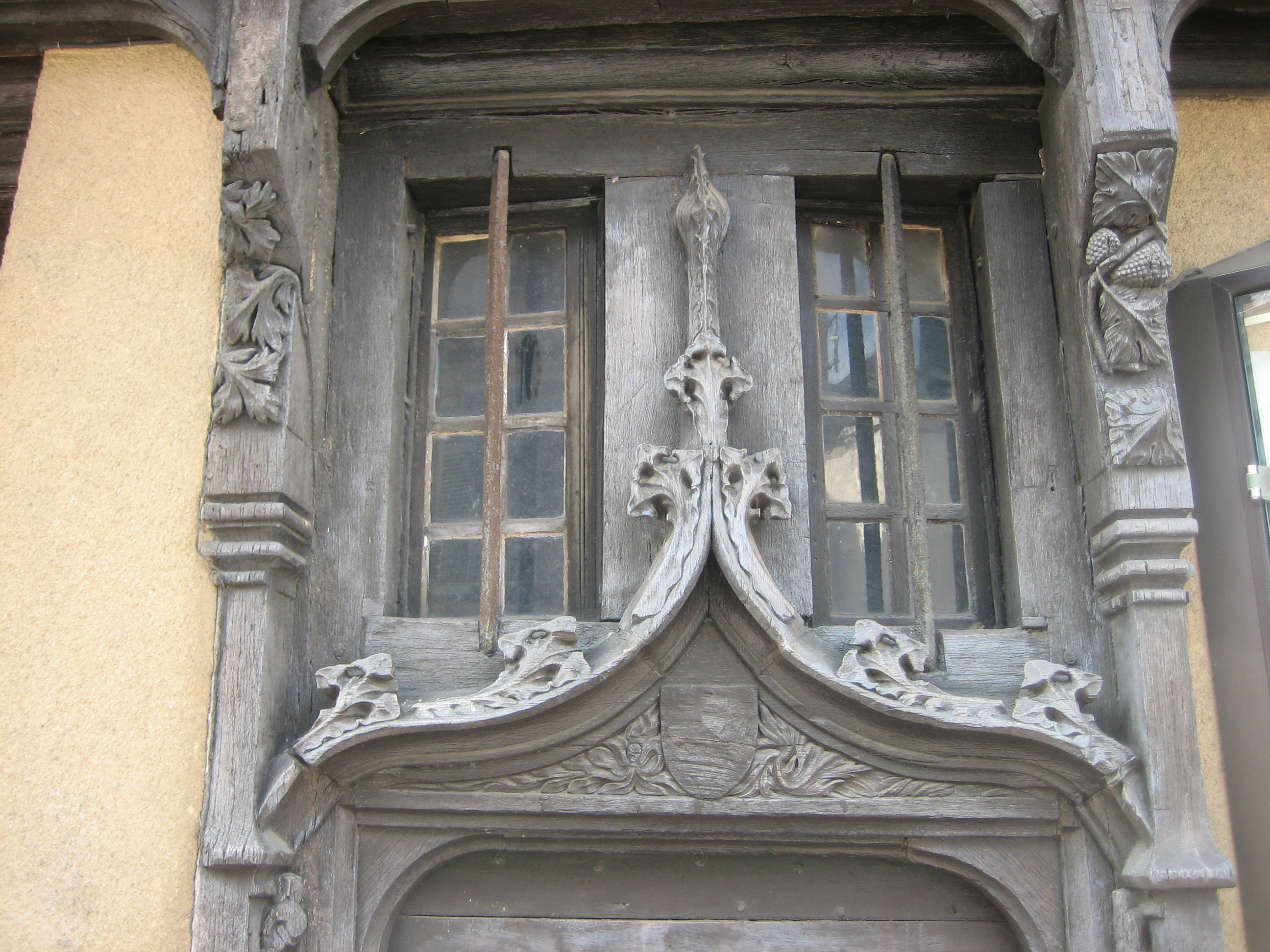
Porte gothique (accolade).
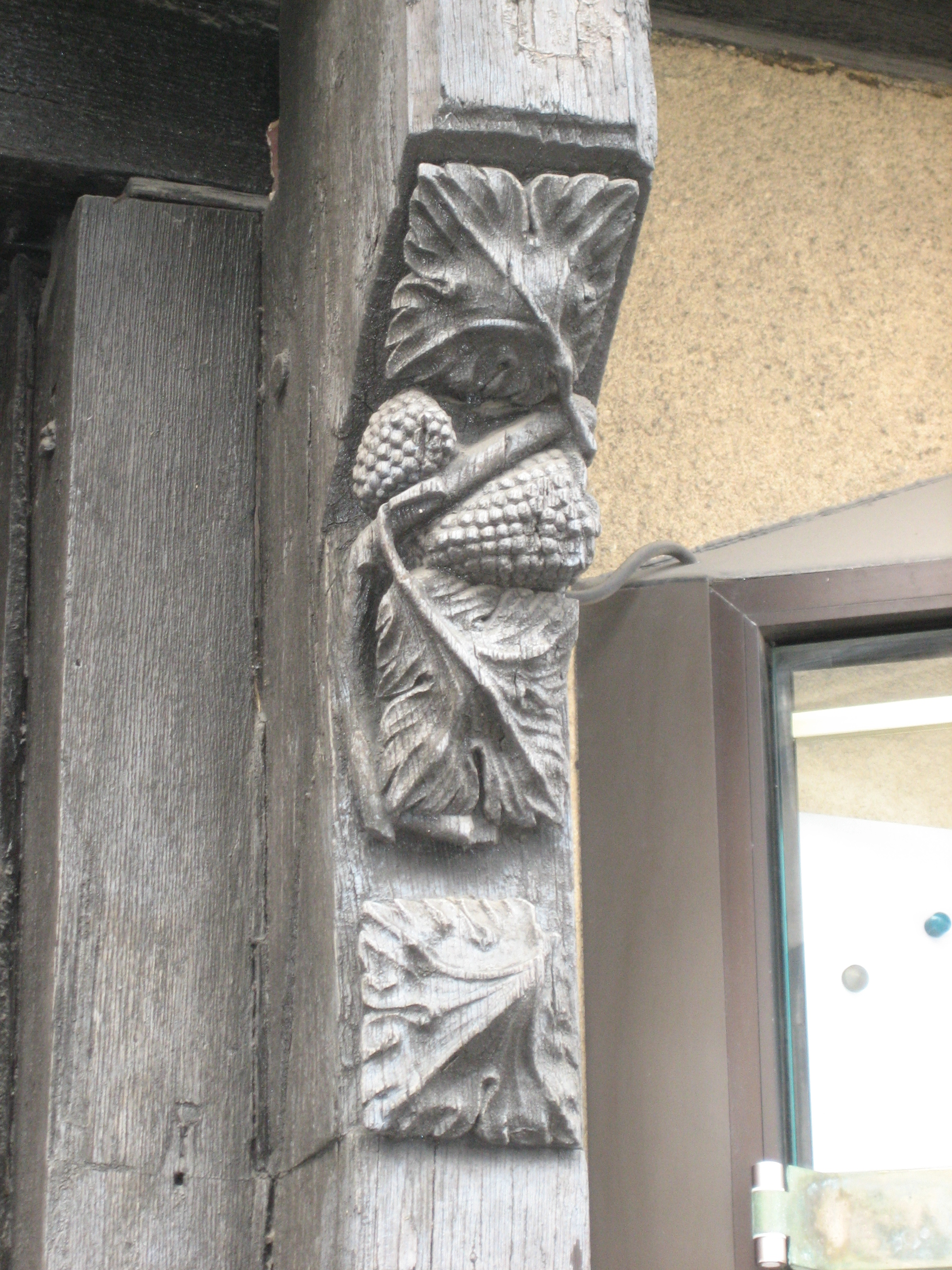
Porte gothique (détail).
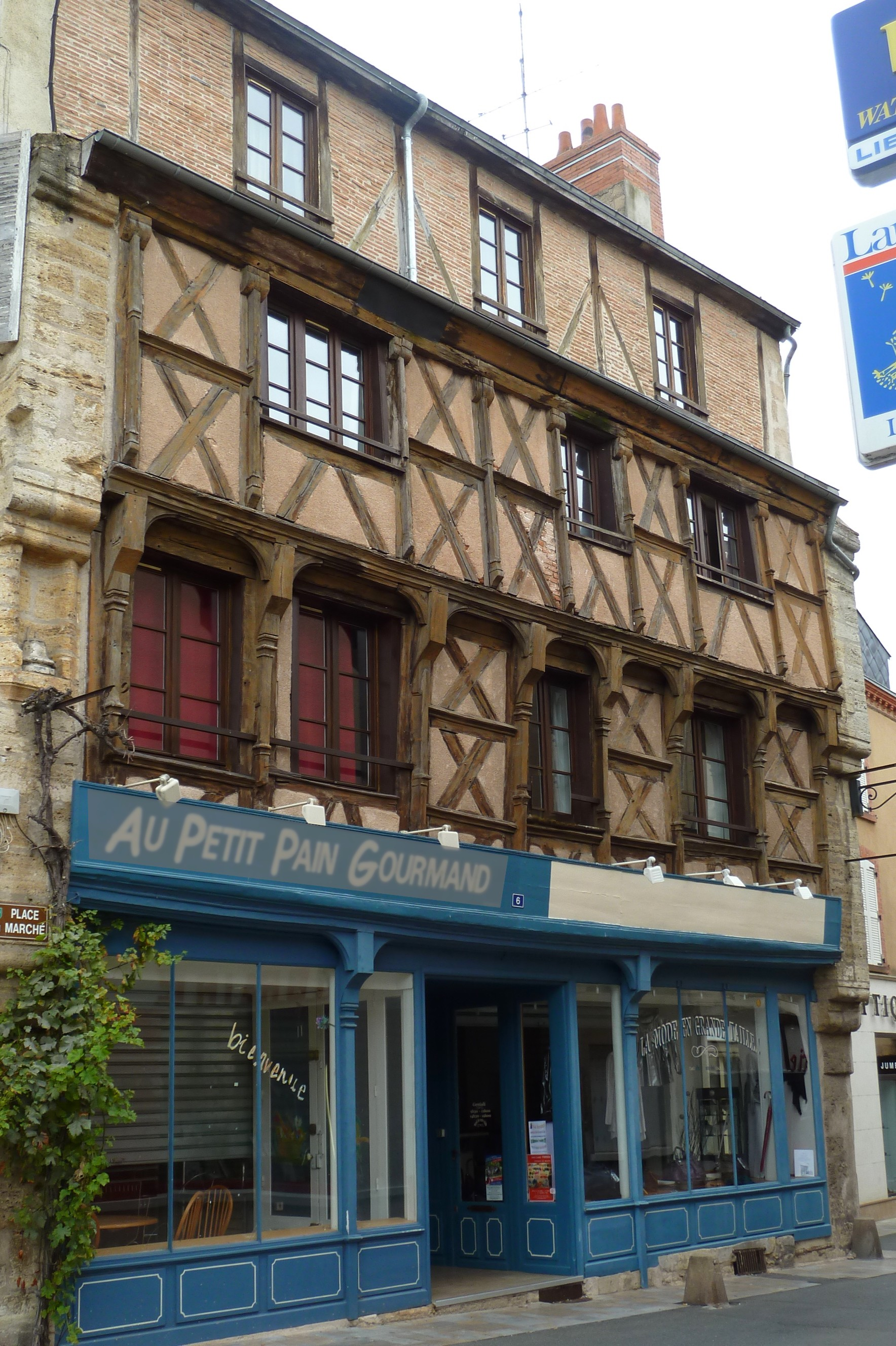
L'autre maison à pans de bois, place du Marché.